# Красноярськ-Пасажирський
Красноярськ-Пасажирський — станція Красноярського регіону Красноярської залізниці і головний залізничний вокзал міста Красноярськ, Красноярський край, Росія. Розташована на 4098 км Транссибірської магістралі у Залізничному районі міста.

## Опис
Станція має шість колій. Шосту і восьму колії використовують головним чином приміські і поштово-багажні потяги. Ці колії секційоновані, що дозволяє приймати на кожну колію по два приміських потяги з різних сторін; зрідка на них прибувають і потяги далекого прямування.
На станції три острівні (1-а, 2-а, 3-я) і одна берегова платформа («перон»). Острівні платформи сполучені з будівлею вокзалу пішохідним тунелем і надземним переходом.
До Зимової Універсіаді 2019 року були проведені реконструкція вокзалу та привокзальної площі, а також ремонт перону.
На станції зупиняються всі без винятку поїзди далекого прямування, які прямують через неї. Є локомотивне, моторвагонне і вагонне депо.
Між Красноярськом і Москвою курсує фірмовий поїзд «Єнісей».